# Джардина, Камилло
Камилло Джардина (итал. Camillo Giardina; 29 марта 1907, Павия, Королевство Италия — 26 февраля 1985, Рим, Италия) — итальянский государственный деятель, министр здравоохранения Италии (1959—1962).

## Биография
Родился в семье выходца с Сицилии Андреа де Корради, видного представителя католического движения и одного из первых членов итальянской Народной партии, преподававшим сравнительную анатомию и физиологию в Павийском университете.
Вернувшись в Сицилию, в 1929 г. окончил юридический факультет Университета Палермо. В 1931 г. становится доцентом в истории итальянского права, до 1931 г. преподавал в Урбино, а затем, до 1937 г., — в Мессине до 1937 г., где получил звание профессора. С 1940 г. — на преподавательской работе на кафедре истории итальянского законодательства Университета Палермо. Являлся директором Института истории итальянского законодательства, президентом Академии наук, литературы и искусства Палермо и с 1965 г. также Итальянского общества истории.
С конца 1930-х гг. активно включился в общественно-политическую жизнь. В 1942 г. вступил в подпольное движение христианских демократов. В 1946—1948 гг. — региональный секретарь ХДП в Палермо. Избирался членом Сената (1948—1968).
- 1957—1958 гг. — государственный секретарь в министерстве внешней торговли,
- 1958—1959 гг. — министр по реформе государственного управления,
- 1959—1962 гг. — министр здравоохранения Италии.

Также избирался членом Консультативной Ассамблеи Совета Европы и Европейского экономического союза.
Являлся автором ряда монографий по истории и современности итальянского права.